# 10351 Сейітісато
10351 Сейітісато (10351 Seiichisato) — астероїд головного поясу, відкритий 23 вересня 1992 року.
Тіссеранів параметр щодо Юпітера — 3,319.
Названо на честь Сейіті Сато (яп. せいいち・さとう(佐藤精一) сейіті сато:).